# Колай татарский
Колай татарский (укр. Колай татарський, крымскотат. Tatar Qalay, Татар Къалай) — исчезнувшее село в Джанкойском районе Республики Крым, располагавшееся на востоке района, в степной части Крыма, в полукилометре от северо-западной окраины пгт Азовское.

## История
Первое документальное упоминание села встречается в Камеральном Описании Крыма… 1784 года, судя по которому, в последний период Крымского ханства Малай входил в Насывский кадылык Карасубазарского каймаканства.
После присоединения Крыма к России (8) 19 апреля 1783 года, (8) 19 февраля 1784 года, именным указом Екатерины II сенату, на территории бывшего Крымского Ханства была образована Таврическая область и деревня была приписана к Перекопскому уезду. После Павловских реформ, с 1796 по 1802 год, входила в Перекопский уезд Новороссийской губернии. По новому административному делению, после создания 8 (20) октября 1802 года Таврической губернии, Колай был включён в состав Таганашминской волости Перекопского уезда.
По Ведомости о всех селениях в Перекопском уезде состоящих с показанием в которой волости сколько числом дворов и душ… от 21 октября 1805 года в деревне Калай числилось 8 дворов и 35 крымских татар. На военно-топографической карте генерал-майора Мухина 1817 года деревня Калай обозначена также с 8 дворами. После реформы волостного деления 1829 года Колай, согласно «Ведомости о казённых волостях Таврической губернии 1829 года», отнесли к Башкирицкой волости (переименованной из Таганашминской). На карте 1842 года Колай обозначен условным знаком «малая деревня», то есть, менее 5 дворов.
В 1860-х годах, после земской реформы Александра II, деревню включили в состав Владиславской волости. Согласно «Списку населённых мест Таврической губернии по сведениям 1864 года», составленному по результатам VIII ревизии 1864 года, Колай — владельческая татарская деревня с 8 дворами, 25 жителями и мечетью при колодцах. По обследованиям профессора А. Н. Козловского начала 1860-х годов, в селении вода в колодцах глубиной 3—5 саженей (6—10 м) была частью пресная, а чаще солёная. Согласно «Памятной книжке Таврической губернии за 1867 год», деревня Колай была покинута жителями в 1860—1864 годах, в результате эмиграции крымских татар, особенно массовой после Крымской войны 1853—1856 годов, в Турцию и оставалась в развалинах. На трехверстовой карте Шуберта 1865—1876 года деревня Колай обозначена с 9 дворами. В январе 1971 года в уездным врачом Кардиновым в деревне была зафиксирована эпидемия кори, в результате которой были умершие (всего по уезду 5 человек). В «Памятной книге Таврической губернии 1889 года», по результатам Х ревизии 1887 года, записан Калай Байгончекской волости с 31 двором и 171 жителем.
После земской реформы 1890 года Калай отнесли к Ак-Шеихской волости. После сооружения в 1892 году железной дороги на Феодосию, возле деревни была устроена железнодорожная станция Калай. По «…Памятной книжке Таврической губернии на 1900 год» в деревне Колай, приписанной к волости (так, обычно, учитывались недавно основанные селения), числилось 40 жителей в 11 дворах — «старый» Колай не упомянут. По Статистическому справочнику Таврической губернии. Ч.II-я. Статистический очерк, выпуск пятый Перекопский уезд, 1915 год, в деревне Колай-Месит Ак-Шеихской волости Перекопского уезда числилось 5 дворов (все дворы безземельные) с татарским населением в количестве 15 человек приписных жителей, из которых 8 мужчин и 7 женщин. Жители землёй не владели, но за селением числилось 92 десятины земли. В хозяйствах имелось 12 лошадей, 4 коровы и 15 голов мелкого скота (ещё присутствует посёлок Колай.
После установления в Крыму Советской власти, по постановлению Крымревкома от 8 января 1921 года № 206 «Об изменении административных границ» была упразднена волостная система и в составе Джанкойского уезда был создан Джанкойский район. В 1922 году уезды преобразовали в округа. 11 октября 1923 года, согласно постановлению ВЦИК, в административное деление Крымской АССР были внесены изменения, в результате которых округа были ликвидированы, основной административной единицей стал Джанкойский район и село включили в его состав. Согласно Списку населённых пунктов Крымской АССР по Всесоюзной переписи 17 декабря 1926 года, в селе Колай (татарский) Ак-Шеихского сельсовета Джанкойского района числилось 10 дворов, из них 9 крестьянских, население составляло 61 человек, из них 48 русских, 2 украинца, 11 татар. Постановлением ВЦИК «О реорганизации сети районов Крымской АССР» от 30 октября 1930 года, был вновь создан Биюк-Онларский район (ранее существовал с 1921 года до 11 октября 1923 года), на этот раз — как немецкий национальный и село вошло в его состав, а, после образования в 1935 году Колайского района (переименованного указом ВС РСФСР № 621/6 от 14 декабря 1944 года в Азовский) — передали в новый район.
В последний раз поселение встречается на двухкилометровой карте Генштаба Красной армии 1942 года. Время упразднения Колая татарского пока точно не установлено, как и время перенесения станции на 1,5 километра восточнее, к посёлку Калай; вероятно, это произошло в годы после освобождения Крыма.

### Динамика численности населения
| - 1805 год — 35 чел. - 1864 год — 25 чел. - 1889 год — 171 чел. | - 1900 год — 40 чел. - 1915 год — 15/0 чел. - 1926 год — 61 чел. |